# August Wanner
August Wanner (* 21. Februar 1886 in Basel; † 21. Juli 1970 in St. Gallen) war ein Schweizer Maler, Grafiker und Bildhauer.

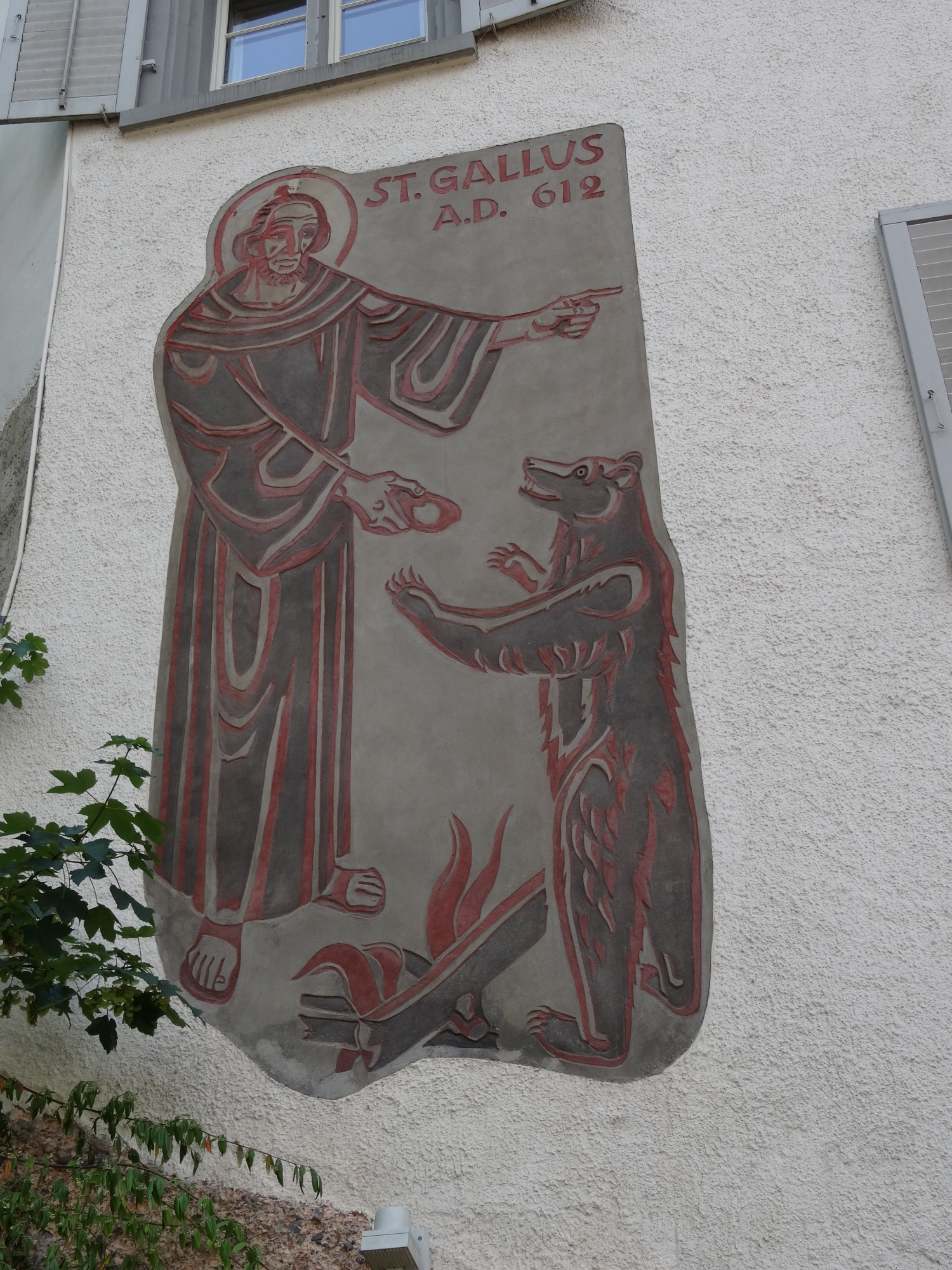
Wandbild, St. Gallus, 1955. Bei der Mühleggbahn in St. Gallen

## Leben und Werk
Wanner wurde als viertes von sechs Kindern in Basel geboren. Nach einer Ausbildung zum Flach- und Dekorationsmaler besuchte er von 1903 bis 1906 die Kunstgewerbeschule bei Albert Wagen und Fritz Schider. Anschliessend arbeitete er bei Carl Schneider in St. Gallen. 1908 wanderte er ein Jahr durch die Niederlande und war dann bis 1911 als Kirchenmaler tätig. 1911 schrieb er sich an der Akademie der Bildenden Künste München ein, wo er bis 1915 bei Carl Johann Becker-Gundahl und Franz von Stuck studierte. 
Im Sommer 1916 wurde er als Nachfolger von Albert Müller (1874–1916) an die kunstgewerbliche Abteilung der Gewerbeschule St. Gallen gewählt und unterrichtete dort bis 1924 zahlreiche Schüler. So u. a. Josef Büsser, Klara Fehrlin-Schweizer, Maria Geroe-Tobler, Albert Schenker, Ferdinand Gehr, Johannes Hugentobler, Willy Guggenheim, Otto Teucher, René Gilsi, Walter Vogel und Charles Hug.
Danach betätigte er sich als freischaffender Künstler und schuf Glasmalerei, Sandbilder und Plastiken religiösen Inhalts.

## Ausstellungen
- 1946: August Wanner. Kunstmuseum St. Gallen
- 1973: August Wanner 1886–1970. Historisches Museum St. Gallen
- 2004: Sankt-Galler Jugendstil. Historisches und Völkerkundemuseum St. Gallen